# Zhang Sixun
Zhang Sixun (en chino tradicional, 張思訓; en chino simplificado, 张思训; pinyin, Zhāng Sīxùn; Wade-Giles, Chang Ssu-hsün, siglo X) fue un astrónomo e ingeniero mecánico chino que vivió en Bazhong (Sichuán) a comienzos de la época de la dinastía Song (960-1279 d. C.). Se le atribuye la creación de una esfera armilar para su torre de reloj astronómica, impulsada por el mercurio que goteaba periódicamente de una clepsidra. Las palas llenas de mercurio líquido del mecanismo hidráulico girarían regularmente, funcionando como escape regulador para los mecanismos de relojería que orientaban la esfera armilar.

## Semblanza
Según la crónica Historia de Song, Zhang Sixun aprobó el examen imperial de astronomía y matemáticas, por lo que pasó a servir en el observatorio astronómico nacional (Si Tian Jian). A los dos años de asumir el puesto, había terminado la construcción de una esfera armilar (en 977 o 979), por lo que fue recompensado con el cargo asistente de la Oficina Astronómica.
Aunque innovador, se basó en los esfuerzos de quienes lo precedieron. Fue el científico e ingeniero polifacético Zhang Heng (78-139 d. C.) durante la dinastía Han quien inventó la primera esfera armilar impulsada por un sistema hidráulico (es decir, con una rueda hidráulica y regulada por una clepsidra). Además, el monje budista de la dinastía Tang, el ingeniero y matemático Yi Xing (683-727 d. C.) ya había inventado la primera esfera armilar impulsada hidráulicamente que incorporaba un mecanismo de escape regulador. Sin embargo, Zhang Sixun aplicó algunas ideas innovadoras propias para que su esfera armilar accionada hidráulicamente funcionara. Sus dispositivos eran muy parecidos a los del erudito posterior Su Song (1020-1101 d. C.), incorporando la rueda motriz con cojinetes y engranajes, junto con 19 levas para emitir señales sonoras con el paso de las horas. Su dispositivo también empleó el uso de mercurio en el circuito cerrado de la clepsidra y la rueda hidráulica en lugar de agua, porque el agua se congelaría fácilmente durante el invierno, mientras que el mercurio podría asegurar un funcionamiento suave y continuo y la indicación del tiempo durante las estaciones frías.
Los relojes de la dinastía Ming posteriores tenían la misma preocupación en mente cuando emplearon el uso de granos de arena que caían para impulsar la rueda motriz. Posteriormente, Su Song escribió que tras la muerte de Zhang, nadie podría replicar lo que había logrado, algo muy similar a lo que sucedió con el propio Su Song y su torre de reloj astronómico después de su muerte.

## Textos históricos
El texto histórico de la dinastía Song posterior, el Song Shi (compilado en 1345 d. C.), registra el trabajo de Zhang (ortografía Wade-Giles):

A principios del período del reinado Thai-Phing Hsing-Kuo (+976), el sichuanés Chang Ssu-Hsun [Zhang Sixun], un estudiante de la Oficina de Astronomía, inventó un reloj astronómico (lit. esfera armilar, hun i) y presentó los diseños al emperador Thai Tsung, quien ordenó a los artesanos de los Talleres Imperiales que lo construyeran dentro del Palacio. En un día kuei-mao del primer mes del cuarto año (+979), se completó la elaborada máquina y el emperador hizo que se colocara bajo la torre del tambor oriental del Salón Wen-Ming.

El sistema de Chang Ssu-Hsun era el siguiente: construyeron una torre de tres pisos (que en total sumaban más de diez pies de altura), dentro de la que se ocultaba toda la maquinaria. Era redonda (en la parte superior para simbolizar los cielos), y cuadrada (en la parte inferior para simbolizar la tierra). Debajo se colocaban la rueda inferior (ti lun), el eje inferior (ti chu) y la base del armazón (ti tsu). También había ruedas horizontales (heng lun), ruedas (verticales) fijadas lateralmente (tshe lun) y ruedas inclinadas (hsieh lun, es decir, engranajes oblicuos); cojinetes para fijarlas en su lugar (ting shen kuan), un dispositivo de acoplamiento central (chung kuan) y un dispositivo de acoplamiento más pequeño (hsiao kuan) (es decir, el escape); con un eje de transmisión principal (thien chu). Siete levas hacían sonar las campanas de la izquierda, golpeaban una gran campana de la derecha y golpeaban un tambor en el medio para indicar claramente el paso de los cuartos de hora.

Cada día y cada noche (cada 24 horas) la maquinaria daba una vuelta completa y las siete luminarias cambiaban de posición alrededor de la eclíptica. También se hacían salir otras doce levas de madera en cada una de las horas (dobles), una tras otra, con tablillas que indicaban la hora. La duración de los días y las noches se determinaba por el número (variable) de los cuartos (que pasaban en la luz y en la oscuridad). En la parte superior de la maquinaria se encontraban la pieza superior (thien ting), el engranaje superior (-rueda o -ruedas) (thien ya), el dispositivo de enlace superior (thien kuan; otra parte del escape), el pasador de trinquete superior (antirretroceso) (thien chih), la caja de engranajes celestial (¿escalera?) (thien tho), los cojinetes de soporte de la viga del armazón superior (thien shu) y la cadena de conexión superior (thien thiao). También estaban (¿en un globo celestial?) los 365 grados (para mostrar el movimiento del) sol, la luna y cinco planetas; así como el Palacio Púrpura (región polar norte), las mansiones lunares (hsiu) en sus filas, y la Osa Mayor, junto con el ecuador y la eclíptica que indicaban cómo los cambios del avance y la regresión del calor y el frío dependen de la dirección de los movimientos medidos del sol.

La fuerza motriz del reloj era el agua, según el método que había llegado desde Chang Heng [Zhang Heng] en la dinastía Han a través de I-Hsing [Yi Xing] y Liang Ling-tsan en el período del reinado Khai-Yuan (+713 a +741) (de los Thang). Pero el bronce y el hierro (de sus relojes) se habían oxidado hacía tiempo (thung thieh chien se) y ya no podían moverse automáticamente. Además, como durante el invierno el agua se congelaba parcialmente y su flujo se reducía mucho, la maquinaria perdió su exactitud y no había constancia entre el clima cálido y el frío. Ahora, por lo tanto, se utilizó mercurio como sustituto y no hubo más errores... Las imágenes del sol y la luna también estaban colocadas en lo alto (del globo) y según el antiguo método habían sido movidas por la mano humana (cada día), pero ahora se logró que se movieran automáticamente. Esto fue algo maravilloso. (Chang) Ssu-Hsun era considerado igual a los relojeros Thang y fue nombrado Asistente Especial a cargo de la Esfera Armilar (Máquina) (Ssu-Thien Hun I Chheng).